# DFS 40
Die DFS 40 Delta V, auch als Delta 40 bezeichnet, war ein schwanzloses Versuchsflugzeug der Deutschen Forschungsanstalt für Segelflug (DFS).

## Entwicklung
Entworfen wurde das Flugzeug als Weiterentwicklung der DFS 39 Delta IVc. Der Mittelflügel war extrem dick profiliert und nahm den Piloten in liegender Haltung auf. Vorgesehen war es, den As-8-Motor hinten dem Piloten einzubauen; und dieser sollte mittels Fernwelle einen Druckpropeller antreiben. Der vordere Bereich des Flugzeuges wurde verglast. Der sonstige Aufbau der Tragfläche entsprach dem der DFS 39 inklusive der hängenden Flügelspitzen. Durch den mit dem rudimentären Rumpf verschnittenen Flügel kann die DFS 40 als erster geglückter Versuch des Blended-Wing-Body-Konzeptes gesehen werden.
Es wurden allerdings nur Schleppversuche als Segler mittels einer He 46 durchgeführt. Nach Alexander Lippischs Weggang von der DFS zu Messerschmitt führten Heini Dittmar und Rudolf Opitz die Flugerprobung fort; letzterer stürzte aber im Sommer 1939 bei einem Versuchsflug in einen Wald, weil der Schwerpunkt zu weit nach hinten verlegt worden war und die Maschine deshalb nicht mehr aus dem Flachtrudeln zu bringen war. Rudolf Opitz erlitt nur leichte Verletzungen.

## Technische Daten
DFS 40 – Delta V
- Spannweite: 12,0 m
- Länge: 5,10 m